# Edina (Minnesota)
Edina é uma cidade localizada no estado americano do Minnesota, no Condado de Hennepin.

## Demografia
Segundo o censo americano de 2000, a sua população era de 47.425 habitantes.
Em 2006, foi estimada uma população de 45.305, um decréscimo de 2120 (-4.5%).

## Geografia
De acordo com o United States Census Bureau tem uma área de 41,6 km², dos quais 40,8 km² cobertos por terra e 0,8 km² cobertos por água.

## Localidades na vizinhança
O diagrama seguinte representa as localidades num raio de 12 km ao redor de Edina.